# Laurel Hill (Floryda)
Laurel Hill – miasto w Stanach Zjednoczonych, w stanie Floryda, w hrabstwie Okaloosa.